# Ellie Goulding/Diskografie
Diese Diskografie ist eine Übersicht über die musikalischen Werke der britischen Singer-Songwriterin Ellie Goulding. Den Quellenangaben und Schallplattenauszeichnungen zufolge verkaufte sie bisher mehr als 89,5 Millionen Tonträger, davon alleine in ihrer Heimat über 20,1 Millionen. Ihre erfolgreichste Veröffentlichung ist die Single Love Me like You Do mit über 17,5 Millionen verkauften Einheiten. Diese avancierte alleine in Deutschland zum Millionenseller, womit sie zu den meistverkauften Singles des Landes der 2010er-Jahre zählt.

## Alben

### Studioalben
| Jahr | Titel Musiklabel                 | Höchstplatzierung, Gesamtwochen, AuszeichnungChartplatzierungen (Jahr, Titel, Musiklabel, Platzierungen, Wochen, Auszeichnungen, Anmerkungen) | Höchstplatzierung, Gesamtwochen, AuszeichnungChartplatzierungen (Jahr, Titel, Musiklabel, Platzierungen, Wochen, Auszeichnungen, Anmerkungen) | Höchstplatzierung, Gesamtwochen, AuszeichnungChartplatzierungen (Jahr, Titel, Musiklabel, Platzierungen, Wochen, Auszeichnungen, Anmerkungen) | Höchstplatzierung, Gesamtwochen, AuszeichnungChartplatzierungen (Jahr, Titel, Musiklabel, Platzierungen, Wochen, Auszeichnungen, Anmerkungen) | Höchstplatzierung, Gesamtwochen, AuszeichnungChartplatzierungen (Jahr, Titel, Musiklabel, Platzierungen, Wochen, Auszeichnungen, Anmerkungen) | Anmerkungen                                                  |
| Jahr | Titel Musiklabel                 | DE | AT | CH | UK | US | Anmerkungen                                                  |
| ---- | -------------------------------- | --- | --- | --- | --- | --- | ------------------------------------------------------------ |
| 2010 | Lights Polydor (UMG)             | DE42 (2 Wo.)DE | AT56 (4 Wo.)AT | CH90 (1 Wo.)CH | UK1 ×2Doppelplatin · (81 Wo.)UK | US21 Platin · (39 Wo.)US | Erstveröffentlichung: 26. Februar 2010 Verkäufe: + 1.928.500 |
| 2012 | Halcyon Polydor (UMG)            | DE8 Gold · (28 Wo.)DE | AT23 Platin · (12 Wo.)AT | CH7 Gold · (36 Wo.)CH | UK1 ×4Vierfachplatin · (143 Wo.)UK | US9 ×2Doppelplatin · (93 Wo.)US | Erstveröffentlichung: 5. Oktober 2012 Verkäufe: + 3.790.000  |
| 2015 | Delirium Polydor (UMG)           | DE5 (18 Wo.)DE | AT5 Platin · (7 Wo.)AT | CH5 (20 Wo.)CH | UK3 Platin · (48 Wo.)UK | US3 Platin · (33 Wo.)US | Erstveröffentlichung: 6. November 2015 Verkäufe: + 1.822.000 |
| 2020 | Brightest Blue Polydor (UMG)     | DE12 (2 Wo.)DE | AT29 (1 Wo.)AT | CH9 (2 Wo.)CH | UK1 Silber · (4 Wo.)UK | US29 Gold · (2 Wo.)US | Erstveröffentlichung: 17. Juli 2020 Verkäufe: + 622.500      |
| 2023 | Higher Than Heaven Polydor (UMG) | DE20 (2 Wo.)DE | AT52 (1 Wo.)AT | CH28 (1 Wo.)CH | UK1 (2 Wo.)UK | US125 (1 Wo.)US | Erstveröffentlichung: 7. April 2023                          |

### Remixalben
| Jahr | Titel Musiklabel                              | Anmerkungen                                                                      |
| ---- | --------------------------------------------- | -------------------------------------------------------------------------------- |
| 2014 | Halcyon Days: The Remixes Polydor (UMG)       | Erstveröffentlichung: 27. Mai 2014 Verkäufe werden Halcyon hinzuaddiert          |
| 2021 | Brightest Blue – Music for Calm Polydor (UMG) | Erstveröffentlichung: 8. Januar 2021 Verkäufe werden Brightest Blue hinzuaddiert |

### EPs
| Jahr | Titel Musiklabel                                      | Höchstplatzierung, Gesamtwochen, AuszeichnungChartplatzierungen (Jahr, Titel, Musiklabel, Platzierungen, Wochen, Auszeichnungen, Anmerkungen) | Höchstplatzierung, Gesamtwochen, AuszeichnungChartplatzierungen (Jahr, Titel, Musiklabel, Platzierungen, Wochen, Auszeichnungen, Anmerkungen) | Höchstplatzierung, Gesamtwochen, AuszeichnungChartplatzierungen (Jahr, Titel, Musiklabel, Platzierungen, Wochen, Auszeichnungen, Anmerkungen) | Höchstplatzierung, Gesamtwochen, AuszeichnungChartplatzierungen (Jahr, Titel, Musiklabel, Platzierungen, Wochen, Auszeichnungen, Anmerkungen) | Höchstplatzierung, Gesamtwochen, AuszeichnungChartplatzierungen (Jahr, Titel, Musiklabel, Platzierungen, Wochen, Auszeichnungen, Anmerkungen) | Anmerkungen                              |
| Jahr | Titel Musiklabel                                      | DE | AT | CH | UK | US | Anmerkungen                              |
| ---- | ----------------------------------------------------- | --- | --- | --- | --- | --- | ---------------------------------------- |
| 2009 | An Introduction to Ellie Goulding Polydor (UMG)       | — | — | — | — | — | Erstveröffentlichung: 20. Dezember 2009  |
| 2010 | Live at Metropolis Studios Polydor (UMG)              | — | — | — | — | — | Erstveröffentlichung: März 2010          |
| 2010 | iTunes Festival: London 2010 Polydor (UMG)            | — | — | — | — | — | Erstveröffentlichung: 15. Juli 2010      |
| 2010 | Run into the Light Polydor (UMG)                      | — | — | — | — | — | Erstveröffentlichung: 30. August 2010    |
| 2010 | Lights (Live from Germany EP) Polydor (UMG)           | — | — | — | — | — | Erstveröffentlichung: 22. September 2010 |
| 2011 | Live at Amoeba San Francisco Interscope Records (UMG) | — | — | — | — | — | Erstveröffentlichung: 21. November 2011  |
| 2012 | iTunes Festival: London 2012 Polydor (UMG)            | — | — | — | — | — | Erstveröffentlichung: 19. November 2012  |
| 2013 | iTunes Festival: London 2013 Polydor (UMG)            | — | — | — | — | — | Erstveröffentlichung: 17. Oktober 2013   |
| 2013 | iTunes Session Polydor (UMG)                          | — | — | — | — | US190 (1 Wo.)US | Erstveröffentlichung: 10. Dezember 2013  |

## Singles

### Als Leadmusikerin
| Jahr | Titel Album                                        | Höchstplatzierung, Gesamtwochen, AuszeichnungChartplatzierungen (Jahr, Titel, Album, Platzierungen, Wochen, Auszeichnungen, Anmerkungen) | Höchstplatzierung, Gesamtwochen, AuszeichnungChartplatzierungen (Jahr, Titel, Album, Platzierungen, Wochen, Auszeichnungen, Anmerkungen) | Höchstplatzierung, Gesamtwochen, AuszeichnungChartplatzierungen (Jahr, Titel, Album, Platzierungen, Wochen, Auszeichnungen, Anmerkungen) | Höchstplatzierung, Gesamtwochen, AuszeichnungChartplatzierungen (Jahr, Titel, Album, Platzierungen, Wochen, Auszeichnungen, Anmerkungen) | Höchstplatzierung, Gesamtwochen, AuszeichnungChartplatzierungen (Jahr, Titel, Album, Platzierungen, Wochen, Auszeichnungen, Anmerkungen) | Anmerkungen                                                                          |
| Jahr | Titel Album                                        | DE | AT | CH | UK | US | Anmerkungen                                                                          |
| ---- | -------------------------------------------------- | --- | --- | --- | --- | --- | ------------------------------------------------------------------------------------ |
| 2009 | Under the Sheets Lights                            | DE91 (1 Wo.)DE | — | — | UK53 (10 Wo.)UK | — | Erstveröffentlichung: 9. November 2009                                               |
| 2009 | Wish I Stayed Lights                               | — | — | — | — | — | Erstveröffentlichung: 20. Dezember 2009                                              |
| 2010 | Starry Eyed Lights                                 | DE46 (9 Wo.)DE | AT47 (3 Wo.)AT | — | UK4 Platin · (34 Wo.)UK | US— GoldUS | Erstveröffentlichung: 21. Februar 2010 Verkäufe: + 1.280.000                         |
| 2010 | Guns & Horses Lights                               | — | — | — | UK26 (12 Wo.)UK | — | Erstveröffentlichung: 16. Mai 2010                                                   |
| 2010 | The Writer Lights                                  | — | — | — | UK19 (8 Wo.)UK | — | Erstveröffentlichung: 8. August 2010 Verkäufe: + 12.446                              |
| 2010 | Your Song Bright Lights                            | DE75 (1 Wo.)DE | AT4 (13 Wo.)AT | CH56 (4 Wo.)CH | UK2 ×2Doppelplatin · (33 Wo.)UK | US— GoldUS | Erstveröffentlichung: 12. November 2010 Verkäufe: + 1.885.000; Original: Elton John  |
| 2011 | Lights Bright Lights                               | DE11 Platin · (29 Wo.)DE | AT8 (22 Wo.)AT | CH14 Platin · (25 Wo.)CH | UK49 Platin · (3 Wo.)UK | US2 ×7Siebenfachplatin · (57 Wo.)US | Erstveröffentlichung: 13. März 2011 Verkäufe: + 8.120.000                            |
| 2012 | High for This Halcyon                              | — | — | — | — | — | Erstveröffentlichung: 29. Mai 2012 Original: The Weeknd                              |
| 2012 | Anything Could Happen Halcyon                      | DE66 (3 Wo.)DE | — | CH68 (2 Wo.)CH | UK5 Gold · (29 Wo.)UK | US47 ×2Doppelplatin · (20 Wo.)US | Erstveröffentlichung: 6. August 2012 Verkäufe: + 2.740.000                           |
| 2012 | Figure 8 Halcyon                                   | — | — | — | UK33 (7 Wo.)UK | — | Erstveröffentlichung: 13. Dezember 2012 Verkäufe: + 15.000                           |
| 2013 | Explosions Halcyon                                 | — | — | — | UK13 Silber · (17 Wo.)UK | US100 (1 Wo.)US | Erstveröffentlichung: Januar 2013 Verkäufe: + 200.000                                |
| 2013 | Stay Awake Halcyon Days                            | — | — | — | — | — | Erstveröffentlichung: 24. März 2013 feat. Madeon                                     |
| 2013 | Burn Halcyon Days                                  | DE4 Platin · (36 Wo.)DE | AT4 Gold · (23 Wo.)AT | CH5 Platin · (34 Wo.)CH | UK1 ×2Doppelplatin · (43 Wo.)UK | US13 ×5Fünffachplatin · (36 Wo.)US | Erstveröffentlichung: 5. Juli 2013 Verkäufe: + 7.611.300                             |
| 2013 | You My Everything Halcyon Days                     | — | — | — | — | — | Erstveröffentlichung: 29. Juli 2013                                                  |
| 2013 | Midas Touch Halcyon Days (Deluxe Edition)          | — | — | — | — | — | Erstveröffentlichung: 9. August 2013 feat. Burns; Original: Midnight Star            |
| 2013 | How Long Will I Love You Halcyon Days              | — | — | CH16 (17 Wo.)CH | UK3 ×2Doppelplatin · (51 Wo.)UK | US— PlatinUS | Erstveröffentlichung: 10. November 2013 Verkäufe: + 2.795.000                        |
| 2014 | Goodness Gracious Halcyon Days                     | — | — | — | UK16 (9 Wo.)UK | — | Erstveröffentlichung: 13. Januar 2014                                                |
| 2014 | Beating Heart Die Bestimmung – Divergent (O.S.T.)  | — | — | — | UK9 (4 Wo.)UK | US88 Gold · (3 Wo.)US | Erstveröffentlichung: 7. April 2014 Verkäufe: + 557.500                              |
| 2015 | Love Me like You Do Delirium                       | DE1 Diamant · (51 Wo.)DE | AT1 Platin · (31 Wo.)AT | CH1 Platin · (48 Wo.)CH | UK1 ×4Vierfachplatin · (57 Wo.)UK | US3 ×8Achtfachplatin · (34 Wo.)US | Erstveröffentlichung: 7. Januar 2015 Verkäufe: + 17.543.000                          |
| 2015 | On My Mind Delirium                                | DE9 Gold · (24 Wo.)DE | AT14 (15 Wo.)AT | CH17 (24 Wo.)CH | UK5 Platin · (24 Wo.)UK | US13 ×2Doppelplatin · (22 Wo.)US | Erstveröffentlichung: 17. September 2015 Verkäufe: + 3.618.000                       |
| 2015 | Lost and Found Delirium                            | — | — | — | UK57 (1 Wo.)UK | — | Erstveröffentlichung: 23. Oktober 2015                                               |
| 2015 | O Holy Night Songbook for Christmas                | — | — | — | — | — | Erstveröffentlichung: 16. Dezember 2015                                              |
| 2016 | Army Delirium                                      | — | — | — | UK20 Gold · (18 Wo.)UK | — | Erstveröffentlichung: 9. Januar 2016 Verkäufe: + 400.000                             |
| 2016 | Something in the Way You Move Delirium             | DE70 (11 Wo.)DE | AT52 (11 Wo.)AT | CH58 (2 Wo.)CH | UK51 (2 Wo.)UK | US43 Gold · (10 Wo.)US | Erstveröffentlichung: 16. Januar 2016 Verkäufe: + 510.000                            |
| 2016 | Still Falling for You Bridget Jones’ Baby (O.S.T.) | DE33 Gold · (16 Wo.)DE | AT17 (14 Wo.)AT | CH10 (24 Wo.)CH | UK11 Platin · (19 Wo.)UK | US— GoldUS | Erstveröffentlichung: 19. August 2016 Verkäufe: + 1.806.000                          |
| 2018 | Vincent Songbook for Christmas                     | — | — | — | — | — | Erstveröffentlichung: 14. Februar 2018                                               |
| 2018 | Close to Me Brightest Blue                         | DE44 (11 Wo.)DE | AT32 (13 Wo.)AT | CH52 (13 Wo.)CH | UK17 Platin · (16 Wo.)UK | US24 ×2Doppelplatin · (25 Wo.)US | Erstveröffentlichung: 24. Oktober 2018 Verkäufe: + 3.275.000; feat. Diplo & Swae Lee |
| 2019 | Flux Brightest Blue                                | — | — | — | UK97 (1 Wo.)UK | — | Erstveröffentlichung: 28. Februar 2019                                               |
| 2019 | Sixteen Brightest Blue (International Edition)     | DE64 (6 Wo.)DE | AT41 (5 Wo.)AT | CH95 (1 Wo.)CH | UK21 Gold · (13 Wo.)UK | US— GoldUS | Erstveröffentlichung: 12. April 2019 Verkäufe: + 955.000                             |
| 2019 | Hate Me Brightest Blue                             | DE70 Gold · (8 Wo.)DE | AT51 (4 Wo.)AT | — | UK33 Platin · (10 Wo.)UK | US56 ×3Dreifachplatin · (20 Wo.)US | Erstveröffentlichung: 26. Juni 2019 Verkäufe: + 4.155.000; feat. Juice Wrld          |
| 2019 | River Songbook for Christmas (2021-Version)        | — | — | — | UK1 Silber · (10 Wo.)UK | — | Erstveröffentlichung: 14. November 2019 Verkäufe: + 200.000; Original: Joni Mitchell |
| 2020 | Worry About Me Brightest Blue                      | — | — | — | UK78 (1 Wo.)UK | — | Erstveröffentlichung: 13. März 2020 feat. Blackbear                                  |
| 2020 | Power Brightest Blue                               | — | — | — | UK86 (1 Wo.)UK | — | Erstveröffentlichung: 21. Mai 2020                                                   |
| 2020 | Slow Grenade Brightest Blue                        | — | — | — | — | — | Erstveröffentlichung: 30. Juni 2020 feat. Lauv                                       |
| 2020 | Love I’m Given Brightest Blue                      | — | — | — | — | — | Erstveröffentlichung: 19. August 2020                                                |
| 2022 | Easy Lover Higher Than Heaven                      | — | — | — | — | — | Erstveröffentlichung: 15. Juli 2022 feat. Big Sean                                   |
| 2022 | All By Myself Higher Than Heaven (Deluxe Edition)  | — | — | — | — | — | Erstveröffentlichung: 7. Oktober 2022 Verkäufe: + 319.000; feat. Alok & Sigala       |
| 2022 | Let It Die Higher Than Heaven                      | — | — | — | — | — | Erstveröffentlichung: 19. Oktober 2022                                               |
| 2023 | Like a Saviour Higher Than Heaven                  | — | — | — | — | — | Erstveröffentlichung: 1. Februar 2023                                                |
| 2023 | By the End of the Night Higher Than Heaven         | — | — | — | — | — | Erstveröffentlichung: 22. März 2023                                                  |
| 2024 | In My Dreams –                                     | — | — | — | — | — | Erstveröffentlichung: 9. September 2024 mit Four Tet                                 |
| 2025 | Save My Love –                                     | — | — | — | — | — | Erstveröffentlichung: 6. Juni 2025 mit Avaion & Marshmello                           |

### Als Gastmusikerin
| Jahr | Titel Album                                              | Höchstplatzierung, Gesamtwochen, AuszeichnungChartplatzierungen (Jahr, Titel, Album, Platzierungen, Wochen, Auszeichnungen, Anmerkungen) | Höchstplatzierung, Gesamtwochen, AuszeichnungChartplatzierungen (Jahr, Titel, Album, Platzierungen, Wochen, Auszeichnungen, Anmerkungen) | Höchstplatzierung, Gesamtwochen, AuszeichnungChartplatzierungen (Jahr, Titel, Album, Platzierungen, Wochen, Auszeichnungen, Anmerkungen) | Höchstplatzierung, Gesamtwochen, AuszeichnungChartplatzierungen (Jahr, Titel, Album, Platzierungen, Wochen, Auszeichnungen, Anmerkungen) | Höchstplatzierung, Gesamtwochen, AuszeichnungChartplatzierungen (Jahr, Titel, Album, Platzierungen, Wochen, Auszeichnungen, Anmerkungen) | Anmerkungen                                                                                            |
| Jahr | Titel Album                                              | DE | AT | CH | UK | US | Anmerkungen                                                                                            |
| ---- | -------------------------------------------------------- | --- | --- | --- | --- | --- | --- |
| 2011 | Wonderman Disc-Overy                                     | — | — | — | UK12 Gold · (21 Wo.)UK | — | Erstveröffentlichung: 6. März 2011 Verkäufe: + 400.000; Tinie Tempah feat. Ellie Goulding              |
| 2013 | I Need Your Love 18 Months                               | DE13 Platin · (36 Wo.)DE | AT3 Gold · (27 Wo.)AT | CH6 Platin · (25 Wo.)CH | UK4 Platin · (29 Wo.)UK | US16 ×3Dreifachplatin · (25 Wo.)US | Erstveröffentlichung: 12. April 2013 Verkäufe: + 5.523.999; Calvin Harris feat. Ellie Goulding         |
| 2014 | Flashlight Halcyon Days (International Standard Edition) | — | — | — | UK47 (2 Wo.)UK | — | Erstveröffentlichung: 26. September 2014 DJ Fresh feat. Ellie Goulding                                 |
| 2014 | Outside Motion                                           | DE1 ×3Dreifachgold · (38 Wo.)DE | AT3 (29 Wo.)AT | CH5 (37 Wo.)CH | UK6 ×2Doppelplatin · (32 Wo.)UK | US29 ×3Dreifachplatin · (20 Wo.)US | Erstveröffentlichung: 20. Oktober 2014 Verkäufe: + 6.835.000; Calvin Harris feat. Ellie Goulding       |
| 2014 | Do They Know It’s Christmas? –                           | DE2 Gold · (15 Wo.)DE | AT5 (9 Wo.)AT | CH5 (7 Wo.)CH | UK1 Platin · (6 Wo.)UK | US63 (1 Wo.)US | Erstveröffentlichung: 17. November 2014 Verkäufe: + 751.000; mit Band Aid 30                           |
| 2015 | Powerful Peace Is the Mission                            | DE90 (1 Wo.)DE | AT55 (5 Wo.)AT | CH53 (9 Wo.)CH | UK54 Silber · (6 Wo.)UK | US83 Gold · (6 Wo.)US | Erstveröffentlichung: 1. Juni 2015 Verkäufe: + 935.000 Major Lazer feat. Ellie Goulding & Tarrus Riley |
| 2017 | First Time Stargazing EP                                 | DE28 Gold · (17 Wo.)DE | AT23 Gold · (18 Wo.)AT | CH14 Platin · (17 Wo.)CH | UK34 Gold · (11 Wo.)UK | US67 Gold · (1 Wo.)US | Erstveröffentlichung: 28. April 2017 Verkäufe: + 1.836.666; Kygo feat. Ellie Goulding                  |
| 2019 | Mama What Is Love?                                       | — | — | — | UK98 (1 Wo.)UK | — | Erstveröffentlichung: 22. Februar 2019 Verkäufe: + 50.000; Clean Bandit feat. Ellie Goulding           |
| 2019 | Return to Love Sì Forever (The Diamond Edition)          | — | — | — | — | — | Erstveröffentlichung: 4. Oktober 2019 Andrea Bocelli feat. Ellie Goulding                              |
| 2020 | Times Like These –                                       | — | — | — | UK1 (8 Wo.)UK | — | Erstveröffentlichung: 23. April 2020 als Teil von Live Lounge Allstars; Original: Foo Fighters         |
| 2021 | New Love –                                               | — | — | — | UK65 (3 Wo.)UK | — | Erstveröffentlichung: 22. Januar 2021 Silk City feat. Ellie Goulding                                   |
| 2023 | Miracle 96 Months                                        | DE43 (23 Wo.)DE | AT44 Gold · (9 Wo.)AT | CH23 ×2Doppelplatin · (24 Wo.)CH | UK1 ×2Doppelplatin · (39 Wo.)UK | US— GoldUS | Erstveröffentlichung: 10. März 2023 Verkäufe: + 2.591.333; Calvin Harris feat. Ellie Goulding          |
| 2024 | Free 96 Months                                           | DE— aDE | — | — | UK35 Silber · (13 Wo.)UK | — | Erstveröffentlichung: 26. Juli 2024 Verkäufe: + 200.000; Calvin Harris feat. Ellie Goulding            |
| 2024 | I Adore You (Remix) –                                    | DE— bDE | AT— bAT | CH— bCH | UK— bUK | — | Erstveröffentlichung: 15. November 2024 Arash, Hugel & Topic feat. J Balvin, Daecolm & Ellie Goulding  |
| 2025 | Hypnotized –                                             | — | — | — | — | — | Erstveröffentlichung: 10. Januar 2025 Anyma feat. Ellie Goulding                                       |

## Musikvideos
| Jahr | Titel                         | Regie                                                           |
| ---- | ----------------------------- | --------------------------------------------------------------- |
| 2009 | Under the Sheets              | Lennox Brothers                                                 |
| 2010 | Starry Eyed                   | Ross Cooper, Bugsy Steel (UK-Version) Dugan O’Neal (US-Version) |
| 2010 | Guns & Horses                 | Petro                                                           |
| 2010 | The Writer                    | Chris Cottam                                                    |
| 2010 | Your Song                     | Max Knight                                                      |
| 2011 | Wonderman                     | Robert Hales                                                    |
| 2011 | Lights                        | Sophie Muller                                                   |
| 2012 | Anything Could Happen         | Floria Sigismondi                                               |
| 2012 | Figure 8                      | W.I.Z.                                                          |
| 2012 | Explosions                    | Yuliya Miroshnikova                                             |
| 2012 | Hanging On                    | Ben Newbury                                                     |
| 2012 | I Know You Care               | Ben Coughlan                                                    |
| 2013 | I Need Your Love              | Emil Nava                                                       |
| 2013 | Tessellate                    | Ben Newbury                                                     |
| 2013 | Burn                          | Mike Sharpe                                                     |
| 2013 | Midas Touch                   | Samuel Stephenson                                               |
| 2013 | How Long Will I Love You      | Mike Sharpe (Version 1) Roger Michell (Version 2)               |
| 2014 | Goodness Gracious             | Kinga Burza                                                     |
| 2014 | Under Control                 | Conor McDonnell                                                 |
| 2014 | Beating Heart                 | Ben Newbury                                                     |
| 2014 | Outside                       | Emil Nava                                                       |
| 2014 | Do They Know It’s Christmas?  | Andy Morahan                                                    |
| 2015 | Love Me Like You Do           | Georgia Hudson                                                  |
| 2015 | Powerful                      | James Slater                                                    |
| 2015 | On My Mind                    | Emil Nava                                                       |
| 2016 | Something in the Way You Move | Ed Coleman (Version 1, 2016) Emil Nava (Version 2, 2017)        |
| 2016 | Army                          | Conor McDonnell                                                 |
| 2016 | Still Falling for You         | Emil Nava                                                       |
| 2017 | First Time                    | Mathew Cullen                                                   |
| 2018 | Close to Me                   | Diane Martel                                                    |
| 2019 | Mama                          | Clean Bandit                                                    |
| 2019 | Flux                          | Rhianne White                                                   |
| 2019 | Sixteen                       | Tim Mattia                                                      |
| 2019 | Hate Me                       | Saam Farahmand                                                  |
| 2019 | River                         | David Soutar                                                    |
| 2020 | Worry About Me                | Emil Nava                                                       |
| 2020 | Times Like These              |                                                                 |
| 2020 | Power                         | Riccardo Castano, Imogen Snell                                  |
| 2020 | Love I’m Given                | Rianne White                                                    |
| 2021 | New Love                      | Ana Sting                                                       |
| 2022 | Easy Lover                    | Sophia Ray                                                      |
| 2022 | Let It Die                    | Carlota Guerrero                                                |
| 2022 | All By Myself                 |                                                                 |
| 2023 | Like a Saviour                | Joe Connor                                                      |
| 2023 | Miracle                       | Taz Tron Delix                                                  |
| 2023 | Better Man                    |                                                                 |
| 2025 | Hypnotized                    | Tobias Gremmler                                                 |

## Autorenbeteiligungen
Goulding schreibt die meisten ihrer Lieder selbst. Die folgende Liste beinhaltet Lieder die von Goulding geschrieben, aber nicht selbst interpretiert wurden.
| Jahr | Titel Album                                            | Anmerkungen                                                                   |
| ---- | ------------------------------------------------------ | ----------------------------------------------------------------------------- |
| 2010 | Love Me Cos You Want To Ten                            | Erstveröffentlichung: 22. März 2010 Interpret: Gabriella Cilmi                |
| 2010 | Jumping into Rivers Songs from the Tainted Cherry Tree | Erstveröffentlichung: 3. Mai 2010 Interpret: Diana Vickers                    |
| 2010 | Notice Songs from the Tainted Cherry Tree              | Erstveröffentlichung: 3. Mai 2010 Interpret: Diana Vickers                    |
| 2010 | Remake Me + You Songs from the Tainted Cherry Tree     | Erstveröffentlichung: 3. Mai 2010 Interpret: Diana Vickers                    |
| 2010 | Not Following My Cassette Player                       | Erstveröffentlichung: 7. Mai 2010 Interpret: Lena Meyer-Landrut               |
| 2011 | Who’d Want to Find Love Good News                      | Erstveröffentlichung: 7. Januar 2011 Interpret: Lena Meyer-Landrut            |
| 2012 | Out 2 Space Breakfast                                  | Erstveröffentlichung: 21. Februar 2012 Interpret: Chiddy Bang                 |
| 2013 | You Don’t Know Hall of Fame                            | Erstveröffentlichung: 27. August 2013 Interpret: Big Sean                     |
| 2018 | Capital Letters Fifty Shades Freed (O.S.T.)            | Erstveröffentlichung: 12. Januar 2018 Interpret: Hailee Steinfeld & BloodPop® |

Ellie Goulding als Autorin in den Charts

| Jahr | Titel Interpretation                         | Höchstplatzierung, Gesamtwochen, AuszeichnungChartplatzierungen (Jahr, Titel, Interpretation, Platzierungen, Wochen, Auszeichnungen, Anmerkungen) | Höchstplatzierung, Gesamtwochen, AuszeichnungChartplatzierungen (Jahr, Titel, Interpretation, Platzierungen, Wochen, Auszeichnungen, Anmerkungen) | Höchstplatzierung, Gesamtwochen, AuszeichnungChartplatzierungen (Jahr, Titel, Interpretation, Platzierungen, Wochen, Auszeichnungen, Anmerkungen) | Höchstplatzierung, Gesamtwochen, AuszeichnungChartplatzierungen (Jahr, Titel, Interpretation, Platzierungen, Wochen, Auszeichnungen, Anmerkungen) | Höchstplatzierung, Gesamtwochen, AuszeichnungChartplatzierungen (Jahr, Titel, Interpretation, Platzierungen, Wochen, Auszeichnungen, Anmerkungen) | Anmerkungen                                               |
| Jahr | Titel Interpretation                         | DE | AT | CH | UK | US | Anmerkungen                                               |
| ---- | -------------------------------------------- | --- | --- | --- | --- | --- | --------------------------------------------------------- |
| 2018 | Capital Letters Hailee Steinfeld & BloodPop® | DE32 Gold · (9 Wo.)DE | AT24 (8 Wo.)AT | CH31 (8 Wo.)CH | UK39 Silber · (8 Wo.)UK | — | Erstveröffentlichung: 12. Januar 2018 Verkäufe: + 745.000 |

## Promoveröffentlichungen
| Jahr | Titel Album                        | Anmerkungen |
| ---- | ---------------------------------- | --- |
| 2012 | Hanging On Halcyon                 | Erstveröffentlichung: 10. Juli 2012 · feat. Tinie Tempah; Original: Active Child · Verkäufe: + 500.000; US: Gold |
| 2012 | I Know You Care Halcyon Days       | Erstveröffentlichung: 20. September 2013                                                                         |
| 2014 | Fall into the Sky Clarity          | Erstveröffentlichung: 23. Februar 2014 Zedd & Lucky Date feat. Ellie Goulding                                    |
| 2023 | Cure for Love Higher Than Heaven   | Erstveröffentlichung: 31. März 2023                                                                              |
| 2023 | Higher Than Heaven                 | Erstveröffentlichung: 31. März 2023                                                                              |
| 2023 | Love Goes On Higher Than Heaven    | Erstveröffentlichung: 31. März 2023                                                                              |
| 2023 | Midnight Dreams Higher Than Heaven | Erstveröffentlichung: 31. März 2023                                                                              |

## Sonderveröffentlichungen

### Alben
| Jahr | Titel Musiklabel            | Anmerkungen                                                                      |
| ---- | --------------------------- | -------------------------------------------------------------------------------- |
| 2010 | Bright Lights Polydor (UMG) | Erstveröffentlichung: 26. November 2010 Neuauflage von Lights mit 7 Bonus-Titeln |
| 2013 | Halcyon Days Polydor (UMG)  | Erstveröffentlichung: 23. August 2013 Neuauflage von Halcyon mit 8 Bonus-Titeln  |

| Jahr | Titel Musiklabel                     | Anmerkungen                                              |
| ---- | ------------------------------------ | -------------------------------------------------------- |
| 2022 | Songbook for Christmas Polydor (UMG) | Erstveröffentlichung: 20. November 2020 Mini-Kompilation |

### Lieder
| Jahr | Titel Album                                            | Anmerkungen                                                                                            |
| ---- | ------------------------------------------------------ | --- |
| 2010 | Be Mine Hurtful                                        | Erstveröffentlichung: 8. Februar 2010 Erik Hassle feat. Ellie Goulding                                 |
| 2010 | Wonderman Disc-Overy                                   | Erstveröffentlichung: 1. Oktober 2010 Tinie Tempah feat. Ellie Goulding                                |
| 2011 | A Day at a Time Life in a Day (O.S.T.)                 | Erstveröffentlichung: 24. Oktober 2011 Matthew Herbert feat. Ellie Goulding                            |
| 2011 | LightWork Friend of the People: I Fight Evil           | Erstveröffentlichung: 24. November 2011 Lupe Fiasco feat. Ellie Goulding & Bassnectar                  |
| 2011 | Summit Bangarang                                       | Erstveröffentlichung: 23. Dezember 2011 · Skrillex feat. Ellie Goulding; Verkäufe: + 500.000; US: Gold |
| 2012 | Fall into the Sky Clarity                              | Erstveröffentlichung: 2. Oktober 2012 Zedd & Lucky Date feat. Ellie Goulding                           |
| 2012 | I Need Your Love 18 Months                             | Erstveröffentlichung: 26. Oktober 2012 Calvin Harris feat. Ellie Goulding                              |
| 2013 | Silhouette Rapor                                       | Erstveröffentlichung: 22. Oktober 2013 Active Child feat. Ellie Goulding                               |
| 2014 | Capture the Flag Die Bestimmung – Divergent (O.S.T.)   | Erstveröffentlichung: 18. März 2014 Junkie XL feat. Ellie Goulding                                     |
| 2014 | Choosing Dauntless Die Bestimmung – Divergent (O.S.T.) | Erstveröffentlichung: 18. März 2014 Junkie XL feat. Ellie Goulding                                     |
| 2014 | Sacrifice Die Bestimmung – Divergent (O.S.T.)          | Erstveröffentlichung: 18. März 2014 Junkie XL feat. Ellie Goulding                                     |
| 2014 | Tris Die Bestimmung – Divergent (O.S.T.)               | Erstveröffentlichung: 18. März 2014 Junkie XL feat. Ellie Goulding                                     |
| 2014 | Don’t Leave Worlds Apart                               | Erstveröffentlichung: 29. April 2014 Seven Lions feat. Ellie Goulding                                  |
| 2014 | Outside Motion                                         | Erstveröffentlichung: 31. Oktober 2014 Calvin Harris feat. Ellie Goulding                              |
| 2014 | Heavy Crown Reclassified                               | Erstveröffentlichung: 21. November 2014 Iggy Azalea feat. Ellie Goulding                               |
| 2015 | Powerful Peace Is the Mission                          | Erstveröffentlichung: 1. Juni 2015 Major Lazer feat. Ellie Goulding & Tarrus Riley                     |
| 2017 | First Time Stargazing EP                               | Erstveröffentlichung: 22. September 2017 Kygo feat. Ellie Goulding                                     |
| 2018 | Bad Love Mad Love: The Prequel                         | Erstveröffentlichung: 28. Juni 2018 Sean Paul feat. Ellie Goulding                                     |
| 2018 | Mama What Is Love?                                     | Erstveröffentlichung: 30. November 2018 Clean Bandit feat. Ellie Goulding                              |
| 2019 | Return to Love Sì Forever (The Diamond Edition)        | Erstveröffentlichung: 8. November 2019 Andrea Bocelli feat. Ellie Goulding                             |
| 2024 | Free 96 Months                                         | Erstveröffentlichung: 9. August 2024 Calvin Harris feat. Ellie Goulding                                |
| 2024 | Miracle 96 Months                                      | Erstveröffentlichung: 9. August 2024 Calvin Harris feat. Ellie Goulding                                |

| Jahr | Titel Album                                               | Anmerkungen                                                  |
| ---- | --------------------------------------------------------- | ------------------------------------------------------------ |
| 2010 | Jolene Dermot O’Leary presents the Saturday Sessions      | Erstveröffentlichung: 4. Oktober 2010 Original: Dolly Parton |
| 2010 | Soho Square A Concert for Kirsty MacColl                  | Erstveröffentlichung: 10. Oktober 2010                       |
| 2011 | Only Girl (In the World) Radio 1’s Live Lounge – Volume 6 | Erstveröffentlichung: 31. Oktober 2011 Original: Rihanna     |

| Jahr | Titel Soundtrack                                             | Anmerkungen                                                                 |
| ---- | ------------------------------------------------------------ | --------------------------------------------------------------------------- |
| 2011 | A Day at a Time Life in a Day                                | Erstveröffentlichung: 24. Oktober 2011 Matthew Herbert feat. Ellie Goulding |
| 2012 | Bittersweet Breaking Dawn – Biss zum Ende der Nacht (Teil 2) | Erstveröffentlichung: 9. November 2012                                      |
| 2013 | Mirror Die Tribute von Panem – Catching Fire                 | Erstveröffentlichung: 15. November 2013                                     |
| 2014 | Beating Heart Die Bestimmung – Divergent                     | Erstveröffentlichung: 18. März 2014                                         |
| 2014 | Capture the Flag Die Bestimmung – Divergent                  | Erstveröffentlichung: 18. März 2014 Junkie XL feat. Ellie Goulding          |
| 2014 | Choosing Dauntless Die Bestimmung – Divergent                | Erstveröffentlichung: 18. März 2014 Junkie XL feat. Ellie Goulding          |
| 2014 | Sacrifice Die Bestimmung – Divergent                         | Erstveröffentlichung: 18. März 2014 Junkie XL feat. Ellie Goulding          |
| 2014 | Tris Die Bestimmung – Divergent                              | Erstveröffentlichung: 18. März 2014 Junkie XL feat. Ellie Goulding          |
| 2015 | Love Me like You Do Fifty Shades of Grey                     | Erstveröffentlichung: 10. Februar 2015                                      |
| 2016 | Still Falling for You Bridget Jones’ Baby                    | Erstveröffentlichung: 16. September 2016                                    |

## Statistik

### Chartauswertung
|                     | DE    | AT    | CH    | UK    | US    |
| ------------------- | ----- | ----- | ----- | ----- | ----- |
| Nummer-eins-Alben   | DE—DE | AT—AT | CH—CH | UK4UK | US—US |
| Top-10-Alben        | DE2DE | AT1AT | CH3CH | UK5UK | US2US |
| Alben in den Charts | DE5DE | AT5AT | CH5CH | UK5UK | US6US |

|                       | DE     | AT     | CH     | UK     | US     |
| --------------------- | ------ | ------ | ------ | ------ | ------ |
| Nummer-eins-Singles   | DE2DE  | AT1AT  | CH1CH  | UK6UK  | US—US  |
| Top-10-Singles        | DE5DE  | AT7AT  | CH6CH  | UK14UK | US2US  |
| Singles in den Charts | DE18DE | AT16AT | CH17CH | UK38UK | US15US |

### Auszeichnungen für Musikverkäufe
Das Lied My Blood (Verkäufe: + 200.000) wurde weder als Single veröffentlicht, noch konnte es sich aufgrund von Downloads oder Streaming in den Charts platzieren, dennoch erhielt es Schallplattenauszeichnungen.
| Land/RegionAuszeichnungen für Musikverkäufe (Land/Region, Auszeichnungen, Verkäufe, Quellen) | Silber     | Gold       | Platin         | Diamant       | Verkäufe   | Quellen                           |
| -------------------------------------------------------------------------------------------- | ---------- | ---------- | -------------- | ------------- | ---------- | --------------------------------- |
| Australien (ARIA)                                                                            | —          | 4× Gold4   | 34× Platin34   | —             | 2.520.000  | aria.com.au                       |
| Belgien (BRMA)                                                                               | —          | 6× Gold6   | 3× Platin3     | —             | 195.000    | ultratop.be                       |
| Brasilien (PMB)                                                                              | —          | 3× Gold3   | 14× Platin14   | 12× Diamant12 | 3.850.000  | pro-musicabr.org.br               |
| Dänemark (IFPI)                                                                              | —          | 10× Gold10 | 13× Platin13   | —             | 1.145.000  | ifpi.dk                           |
| Deutschland (BVMI)                                                                           | —          | 8× Gold8   | 4× Platin4     | Diamant1      | 3.800.000  | musikindustrie.de                 |
| Europa (Impala)                                                                              | —          | Gold1      | —              | —             | (75.000)   | Einzelnachweise                   |
| Finnland (IFPI)                                                                              | —          | —          | 6× Platin6     | —             | 292.999    | Einzelnachweise                   |
| Frankreich (SNEP)                                                                            | —          | 4× Gold4   | —              | Diamant1      | 1.033.299  | infodisc.fr snepmusique.com       |
| Griechenland (IFPI)                                                                          | —          | Gold1      | —              | —             | 10.000     | Einzelnachweise                   |
| Irland (IRMA)                                                                                | —          | —          | Platin1        | —             | 15.000     | Einzelnachweise                   |
| Italien (FIMI)                                                                               | —          | 5× Gold5   | 14× Platin14   | —             | 760.000    | fimi.it                           |
| Kanada (MC)                                                                                  | —          | Gold1      | 27× Platin27   | —             | 2.200.000  | musiccanada.com                   |
| Mexiko (AMPROFON)                                                                            | —          | 2× Gold2   | 9× Platin9     | Diamant1      | 900.000    | amprofon.com.mx                   |
| Neuseeland (RMNZ)                                                                            | —          | 3× Gold3   | 30× Platin30   | —             | 727.500    | radioscope.co.nz NZ2              |
| Niederlande (NVPI)                                                                           | —          | —          | 5× Platin5     | —             | 150.000    | nvpi.nl                           |
| Norwegen (IFPI)                                                                              | —          | 2× Gold2   | 15× Platin15   | —             | 515.000    | ifpi.no                           |
| Österreich (IFPI)                                                                            | —          | 4× Gold4   | 3× Platin3     | —             | 125.000    | ifpi.at                           |
| Polen (ZPAV)                                                                                 | —          | 6× Gold6   | 10× Platin10   | 2× Diamant2   | 655.000    | olis.pl                           |
| Portugal (AFP)                                                                               | —          | 4× Gold4   | —              | —             | 20.000     | Einzelnachweise                   |
| Rumänien (UFPR)                                                                              | —          | —          | 3× Platin3     | —             | 12.000     | Einzelnachweise                   |
| Schweden (IFPI)                                                                              | —          | 4× Gold4   | 19× Platin19   | —             | 840.000    | sverigetopplistan.se              |
| Schweiz (IFPI)                                                                               | —          | Gold1      | 7× Platin7     | —             | 190.000    | hitparade.ch musikwoche.de        |
| Singapur (RIAS)                                                                              | —          | 2× Gold2   | Platin1        | —             | 20.000     | rias.org.sg                       |
| Spanien (Promusicae)                                                                         | —          | 4× Gold4   | 10× Platin10   | —             | 650.000    | elportaldemusica.es promusicae.es |
| Ungarn (MAHASZ)                                                                              | —          | —          | 3× Platin3     | —             | 12.000     | slagerlistak.hu                   |
| Vereinigte Staaten (RIAA)                                                                    | —          | 13× Gold13 | 39× Platin39   | —             | 45.600.000 | riaa.com                          |
| Vereinigtes Königreich (BPI)                                                                 | 8× Silber8 | 5× Gold5   | 29× Platin29   | —             | 20.571.446 | bpi.co.uk                         |
| Insgesamt                                                                                    | 8× Silber8 | 92× Gold92 | 300× Platin300 | 17× Diamant17 |            |                                   |